# Canzoniere
Canzoniere eller Il Canzionere er Francesco Petrarcas hovedværk. Det består af 366 digte, hvoraf næsten alle omhandler Laura, hans store afstandskærlighed.
Ironisk nok er Petrarca mest kendt for dette værk på italiensk, som for ham var et mindreværdigt folkesprog sammenlignet med Ciceros klassiske latin, som han satte højt. Alle hans efterladte breve - flere end tusind - er på latin.

## Baggrund
Inspireret af Dantes Nyt liv, som også var på italiensk, skildrer Petrarca i Canzoniere Laura fra han første gang - til midnatsmesse langfredag 6. april 1327 - fik øje på hende i kirken Sainte-Claire d'Avignon. Han og hans familie hørte til pavehoffet i Frankrig efter forvisningen fra hjembyen Firenze. Grebet af kærlighed til pigen blev han genskabt på ny, ligesom mennesket skabtes af Gud på den sjette dag. Digtene følger Laura frem til hendes død i peståret 1348, også på en 6. april. Digtene omhandler Petrarcas samvittighedskrise, og Lauras betydning for ham efter sin død. Som en typisk trubadur undgår han at nævne hende ved navn, bortset fra én gang, hvor han forestiller sig, "at Laura de tilbage drog fra døden, som Orfeus Eurydike uden sange." Ellers optræder hendes navn i ordspil af typen lauro (= laurbær), l'aura (= vindpust) og l'oro (= guldet).
Som en slags kommentar til Laura-digtene skrev han De comtemptu mundi (= Om foragt for verden), hvor han gør rede for sin sjælelige krise i 1342/43 i en selvanalyse af den moderne type.
Hvad Laura angår, har man udpeget Laura de Sade med pigenavnet Laura de Noves (født 1310 i Avignon, død 6. april 1348), gift med grev Hugues 2. de Sade. Det kan dog ikke siges med sikkerhed. Denne Laura var sytten år og allerede gift, da Petrarca første gang så hende i 1327, og hun fik elleve børn med sin mand. Ligesom Dantes Beatrice blev hun alligevel et symbol på platonisk kærlighed. Men mens Dante anbragte sin Beatrice i himmelen, lod Petrarca Laura - beskrevet som en engel - føre det guddommelige ned på jorden:.

## Indhold
Canzoniere indeholder et digt for hver dag i året, hvoraf næsten alle er kærlighedsdigte til Laura. Mange af dem var sonetter - ikke kun canzoner, så titlen er misvisende. Petrarca betragtes som manden, der fuldendte sonetformen. Åbenbart delte han ikke Dantes opfattelse af canzonen som den ædleste form for digt. Selv kaldte Petrarca sit værk Rerum vulgarium fragmenta (= "Brudstykker på vulgærsproget/gadesproget"), en titel, der først i 1888 blev erstattet med det mere velklingende Canzoniere.
De 366 digte består af 317 sonetter, 29 canzoner, 9 sestinaer, 7 ballader og 4 madrigaler, og undervejs gennemgår Petrarca en stor forandring. Han går fra erotisk kærlighed til Laura, til åndelig kærlighed og trøst hos Gud, når Laura dør.
"Hun er så smuk, jeg vil begære hende" → "Dette er forkert, jeg bør elske Gud"

### Digtenes fordeling efter nummer
Ballader: 2, 14, 55, 59, 63, 149 og 324

Sestinaer: 22, 30, 66, 80, 142, 214, 237, 239 og 332

Canzoner: 23, 28, 29, 37, 50, 53, 70-73, 105, 119, 125-129, 135, 206, 207, 264, 268, 270, 323, 325, 331, 359, 360 og 366

Madrigaler: 52, 54, 106 og 121

De resterende numre er sonetter.